# 145丁目駅 (IRTレノックス・アベニュー線)
145丁目駅（145ちょうめえき、英: 145th Street）は、ニューヨーク市地下鉄IRTレノックス・アベニュー線の駅で、マンハッタン区ハーレムのレノックス・アベニューと145丁目の交差点に位置している。3系統が終日停車する。また、2005年に当駅はアメリカ合衆国国家歴史登録財に指定されている。

## 駅構造
| G          | 地上階                                 | 出入口 |
| P ホーム階 | 相対式ホーム、前5両の右側の扉が開く。  | 相対式ホーム、前5両の右側の扉が開く。                                                                      |
| P ホーム階 | 北行線                                 | ← ハーレム-148丁目駅行き（終点）                                                                           |
| P ホーム階 | 南行線                                 | → 深夜帯以外： ニューロッツ・アベニュー駅行き（135丁目駅）→ 深夜帯：タイムズ・スクエア駅行き（135丁目駅）→ |
| P ホーム階 | 相対式ホーム、 前5両の右側の扉が開く。 | |

当駅は相対式ホーム2面2線の駅であり、列車は前の5両しか客扱いを行わない。これは元々当初地下鉄で使用されていた現在標準の8～10両の列車よりも短い列車用として建設され、さらに南北の148丁目駅やIRTホワイト・プレーンズ・ロード線との合流地点 (142丁目信号場) からの距離が近いためである。また、始発の南行列車が設定されている。
さらに、地上から浅いところにあるため各ホーム横に改札があり、ホーム階連絡通路も設けられていないが、北隣のハーレム-148丁目駅と非常に近いことなどから、北行ホームは降車専用となっている。ニューヨーク市地下鉄で片方向のみ降車専用の中間駅は当駅のほか238丁目駅（1系統が停車）があったが、同駅は2019年1月2日に両方向の改札が入出兼用になったためそれ以降は当駅が唯一となっている。
当駅は2018年7月23日から同年11月29日にかけて改装工事を行ったが、ホームの延伸は行われなかった。依然として北行ホームへの入口も未設置である。
当駅のアートワークはDerek Fordjour制作の『Parade』である。

### 出口
マルコルム・エックス・ブールバードと145丁目の交差点に4か所 (各ホーム2か所ずつ) 設置されている。
- 西145丁目とレノックス・アベニューの交差点北西への階段1つ (南行)[4]
- 西145丁目とレノックス・アベニューの交差点南西への階段1つ (南行)[4]
- 西145丁目とレノックス・アベニューの交差点北東への階段1つ (北行、出口専用)[4]
- 西145丁目とレノックス・アベニューの交差点南東への階段1つ (北行、出口専用)[4]